# لوري كيلر
لوري كيلر (بالإنجليزية: Laurie Keller)‏ هي كاتِبة وكاتبة للأطفال أمريكية، ولدت في 1961.